# الإبريخة

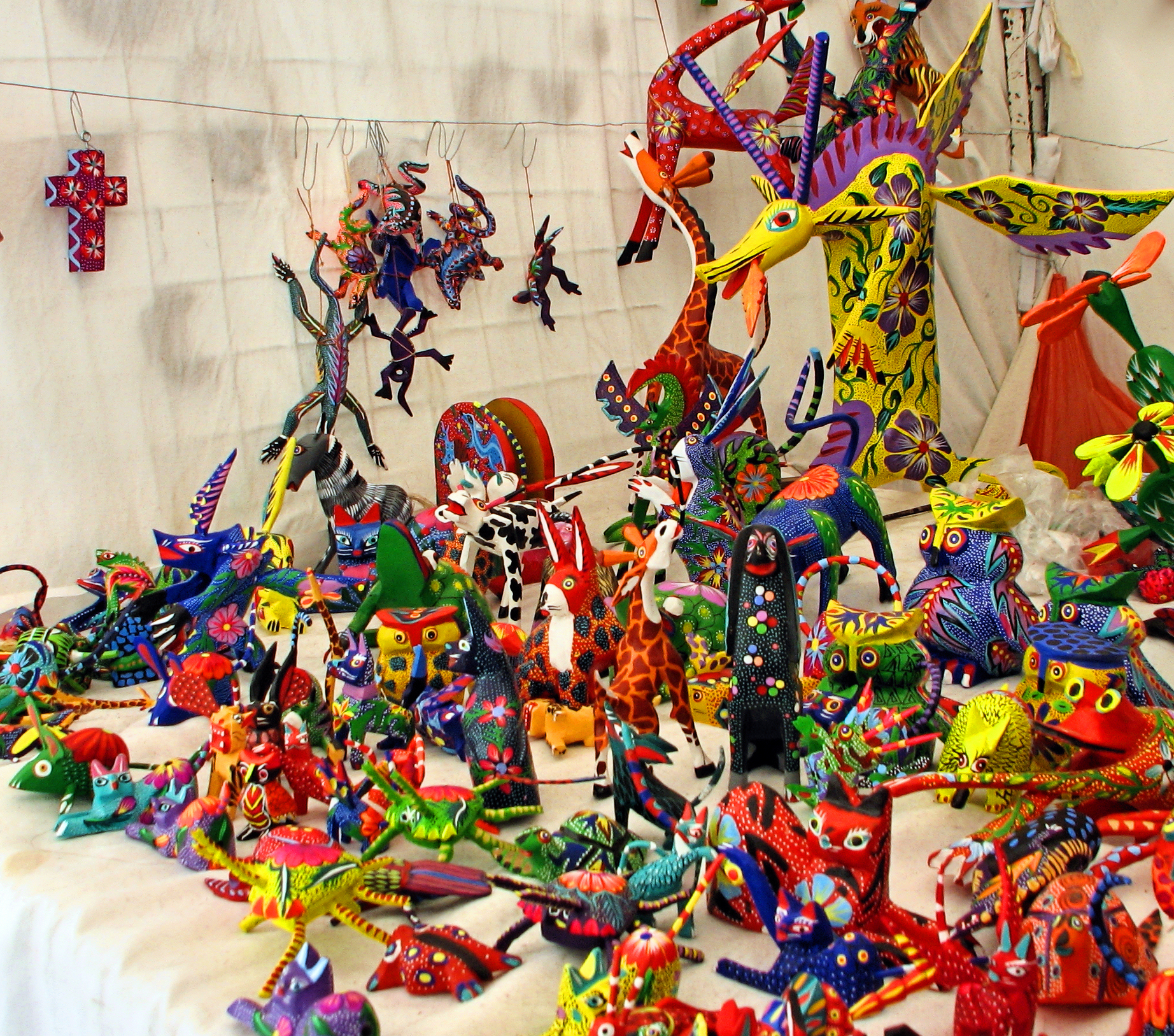
الإبريخة في سوق في مدينة وهاكة

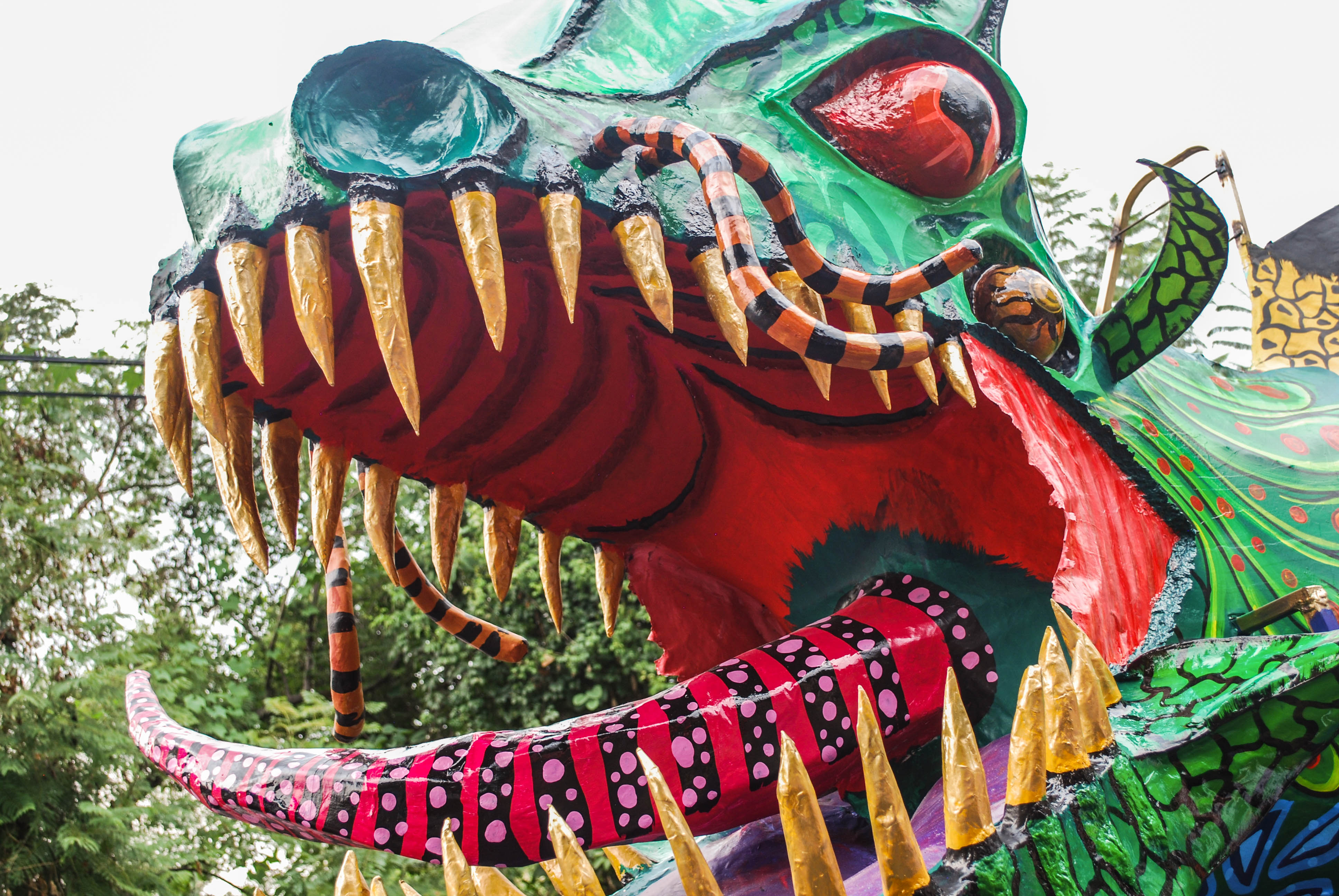

الإبْرِيخَة (أو ألِبْرِيخِه) هي منحوتات فنية شعبية مكسيكية ذات ألوان زاهية لمخلوقات خيالية أسطورية.

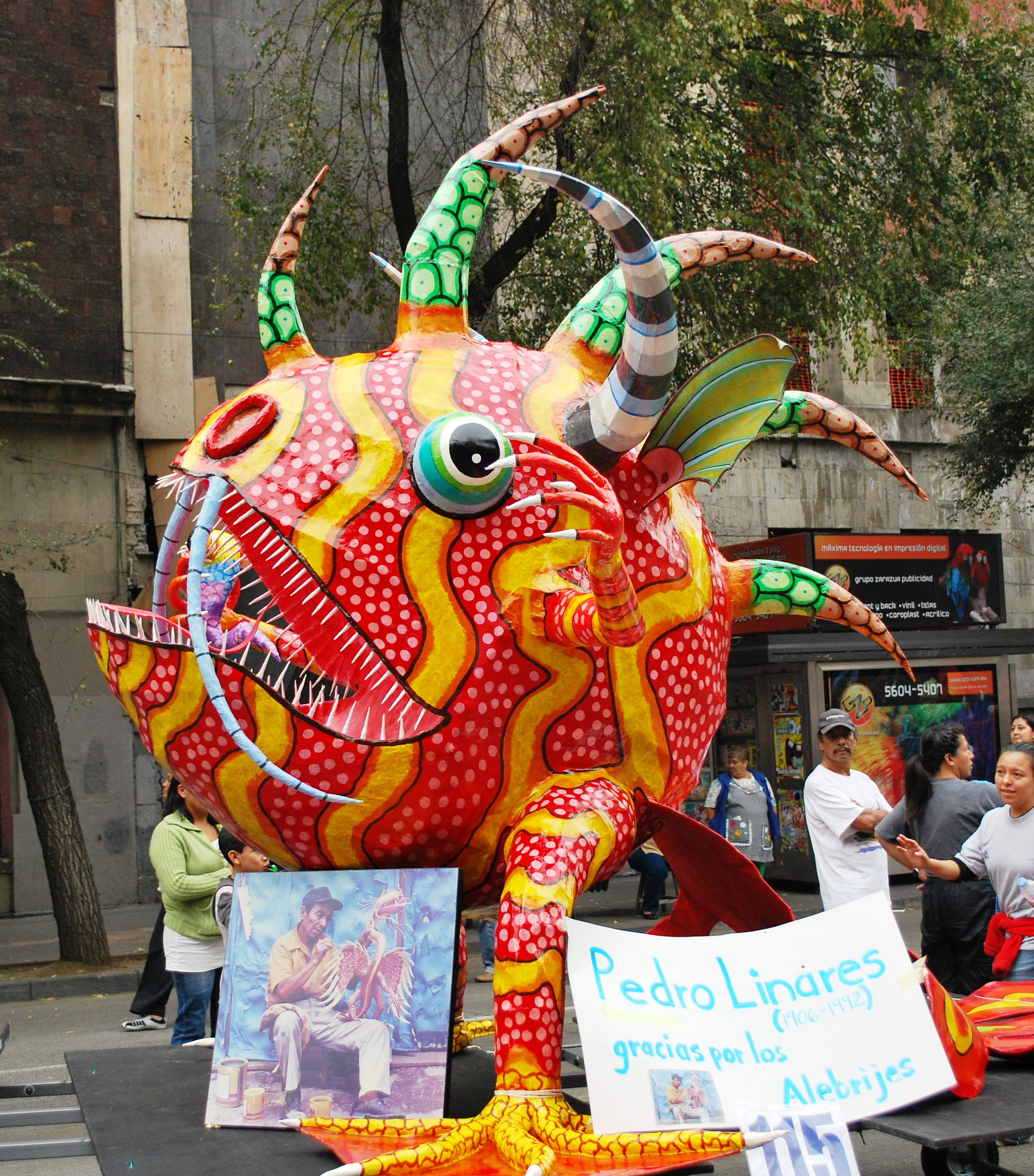